# UMAP
Uniform Manifold Approximation and Projection (UMAP) — алгоритм машинного обучения, выполняющий нелинейное снижение размерности.

## История создания и описание
UMAP был создан Лилендом Макиннесом совместно с его коллегами из Таттского института. Целью было получить алгоритм, похожий на t-SNE, но с более сильным математическим обоснованием.
При снижении размерности UMAP сначала выполняет построение взвешенного графа, соединяя ребрами только те объекты, которые являются ближайшими соседями. Множество из ребер графа — это нечёткое множество с функцией принадлежности, она определяется как вероятность существования ребра между двумя вершинами. Затем алгоритм создает граф в низкоразмерном пространстве и приближает его к исходному, минимизируя сумму дивергенций Кульбака-Лейблера для каждого ребра из множеств.
Алгоритм UMAP используется в различных областях науки: биоинформатика, материаловедение, машинное обучение.

## Принцип работы алгоритма
На обработку алгоритму поступает выборка из {\displaystyle n} объектов: {\displaystyle X=\{x_{1},\;\ldots ,\;x_{n}\}}. UMAP рассчитывает расстояние между объектами по заданной метрике и для каждого объекта {\displaystyle x_{i}} определяет список из его {\displaystyle k} ближайших соседей: {\displaystyle T=\{t_{1},\;\ldots ,\;t_{k}\}}.
Помимо этого, для каждого объекта рассчитывается расстояние до его ближайшего соседа: {\displaystyle \rho _{i}=\min _{t\,\in \,T}d(x_{i},t)}. А также величина {\displaystyle \sigma _{i}}, заданная уравнением:
{\displaystyle \sum _{t\,\in \,T}\exp \left(-{\frac {d(x_{i},t)-\rho _{i}}{\sigma _{i}}}\right)=\log _{2}k}.
Далее алгоритм выполняет построение взвешенного ориентированного графа, в котором ребра соединяют каждый объект с его соседями. Вес ребра от {\displaystyle x_{i}} объекта до его {\displaystyle t_{j}} соседа рассчитывается следующим образом:
{\displaystyle w(x_{i}\rightarrow t_{j})=\exp \left(-{\frac {d(x_{i},t_{j})-\rho _{i}}{\sigma _{i}}}\right)}
Полученная ранее {\displaystyle \sigma _{i}} нормирует сумму весов для каждого объекта к заданному числу {\displaystyle \log _{2}k}.
Так как UMAP строит взвешенный ориентированный граф, то между вершинами могут существовать два ребра с разными весами. Вес ребра интерпретируется как вероятность существования данного ребра от одного объекта к другому. Исходя из этого, ребра между двумя вершинами объединяются в одно с весом, равным вероятности существования хотя бы одного ребра:
{\displaystyle w(x_{i},x_{j})=w(x_{i}\rightarrow x_{j})+w(x_{j}\rightarrow x_{i})-w(x_{i}\rightarrow x_{j})\cdot w(x_{j}\rightarrow x_{i})}.
Таким образом, алгоритм получает взвешенный неориентированный граф.
Множество ребер {\displaystyle E} такого графа является нечетким множеством из случайных величин Бернулли. Алгоритм создает новый граф в низкоразмерном пространстве и приближает множество его ребер к исходному. Для этого он минимизирует сумму дивергенций Кульбака-Лейблера для каждого ребра {\displaystyle e} из исходного и нового нечетких множеств:
{\displaystyle \sum _{e\in E}w_{h}(e)\log {\frac {w_{h}(e)}{w_{l}(e)}}+(1-w_{h}(e))\log \left({\frac {1-w_{h}(e)}{1-w_{l}(e)}}\right)\rightarrow \min _{w_{l}}},
{\displaystyle w_{h}(e)} — функция принадлежности нечеткого множества из ребёр в высокоразмерном пространстве,
{\displaystyle w_{l}(e)} — функция принадлежности нечеткого множества из ребёр в низкоразмерном пространстве.
UMAP решает задачу минимизации с помощью стохастического градиентного спуска. Полученное множество из ребер определяет новое расположение объектов и, соответственно, низкоразмерное отображение исходного пространства.

## Программное обеспечение
- Руководство по установке библиотеки
- Применение в языке R